# Euxoa pallida
Euxoa pallida là một loài bướm đêm trong họ Noctuidae.

## Hình ảnh

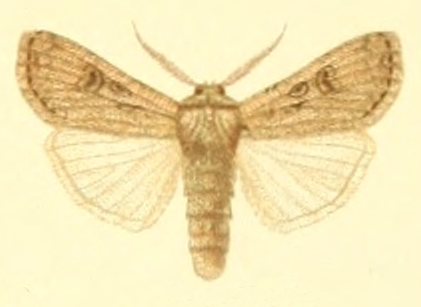